# Amphiura linearis
Amphiura linearis är en ormstjärneart som beskrevs av Ole Theodor Jensen Mortensen 1933. Amphiura linearis ingår i släktet Amphiura och familjen trådormstjärnor. Inga underarter finns listade i Catalogue of Life.